# Rios-Caledonia Adobe
Ríos-Caledonia Adobe es una casa histórica de adobe ubicada en San Miguel (condado de San Luis Obispo, California), Estados Unidos. Construido en 1835 por Petronilo Ríos, es tanto un Hito histórico de California como un Hito Histórico Nacional. Está abierto al público como casa museo y biblioteca.
El trabajo de restauración principal se completó en 1972 y el edificio se inauguró formalmente. Un edificio que se agregó en 1930 sirve como biblioteca de investigación de historia local. Un museo y una tienda de regalos se abrieron en junio de 1978, y también se abrió para visitas. El sitio ahora funciona como un parque del condado.

## Historia
Petronilo Ríos, un cabo al mando de la guardia de la parroquia Misión San Miguel Arcángel y más tarde propietario de Rancho Paso de Robles, supervisó la construcción de la casa de adobe de dos pisos con mano de obra nativa americana, en la propiedad de la Misión San Miguel (que ahora se encuentra al otro lado de la calle). Cuando la propiedad de la misión fue vendida por el gobernador Pío de Jesús Pico después de la Ley de secularización mexicana de 1833, Ríos y William Reed compraron la misión y el adobe en 1846.
El edificio original estaba hecho de adobe, tenía un techo de tejas construidas a mano y usaba tiras de cuero para atar las vigas de pino en su lugar. La familia Ríos usó la casa como residencia hasta que Warran C. Rickard la compró al estado mediante un reclamo. Desde 1868 hasta 1886, George Butchart operó el edificio como Caledonia Inn, una parada de diligencias, hotel y taberna en el Camino Real de California. La llegada del Ferrocarril Southern Pacific a San Miguel puso fin a la Posada. En 1887, sirvió brevemente como escuela primaria. Después de eso, se utilizó para varios negocios (incluida una fábrica de colchones y una sastrería de 1889 a 1895) y nuevamente como hogar de 1895 a 1910 para varias familias.
Charles Dorries compró la propiedad con 6 acres (24 000 m2) de terreno en 1923 y la restauró para usarla como atracción turística.